# Aguinaldo Fonseca
Aguinaldo Brito Fonseca (Mindelo, Cabo Verde, 22 de setembro de 1922 — Lisboa, 24 de janeiro de 2014) foi um poeta cabo-verdiano. A sua poesia é bastante difundida na internet e em obras coletivas editadas diversos países.
Aguinaldo Fonseca instalou-se em Lisboa em 1945, residindo na Casa dos Estudantes do Império. Viu os seus poemas publicados em vários jornais portugueses de então.
Colaborou na revista luso-brasileira Atlântico  e no semanário Mundo Literário (1946-1948).
Ficou conhecido como "o poeta esquecido", mesmo depois de ter publicado a coleção "Linha do Horizonte", em 1951, e de, sete anos mais tarde, ter reunido uma seleção dos poemas no suplemento cultural Notícias de Cabo Verde, tal como o retratou Michel Laban, um investigador argelino estudioso da literatura lusófona, que faleceu em Paris em dezembro de 2008.
A sua poesia retratava o ardor cívico e expunha firmemente as injustiças sociais, tal como é referido na Grande Enciclopédia Soviética, datada de 1979, estando traduzida em russo.

## Poemas célebres
- Mãe negra
- Canção dos rapazes da ilha